# Bayern (motorfiets)
Bayern is een Duits historisch merk van motorfietsen.
De bedrijfsnaam was: Leichtfahrzeug GmbH, München.
Aan het begin van de jaren twintig ontstonden in Duitsland vele kleine motorfietsmerken, die het vaak slechts enkele jaren volhielden. Het merk Bayern verscheen in 1923. In de omgeving van München waren de door SWM in licentie geproduceerde 293cc-Bosch-Douglas boxermotoren bijzonder populair. Ze stonden zelfs aan de basis voor de motorfietsen van BMW. Voor de eerste modellen van Bayern werden deze motoren dan ook gebruikt. BMW had in 1923 de dwarsgeplaatste motor echter een kwart slag gedraaid, waardoor beide cilinders in de rijwind zaten en meer vermogen ontwikkeld kon worden zonder koelproblemen te krijgen. De dwarsgeplaatste SMW/Bosch-Douglas motoren raakten daardoor al snel in onbruik en Bayern bouwde MAG-tweecilinders van 498-, 746- en 988 cc in. In 1926 moest de productie echter worden beëindigd.